# Weidevergeet-mij-nietje
Weidevergeet-mij-nietje (Myosotis scorpioides subsp. nemorosa) is een ondersoort van de plantensoort Myosotis scorpioides.

## Determinatie
Weidevergeet-mij-nietje is een vaste, kruidachtige plant die een hoogte bereikt van 15–40 cm. Ze vormt kruipende wortelstokken. De glanzende stengel is scherpkantig en het onderste gedeelte van de stengel is bezet met teruggeslagen haren of kaal. Soms zitten bovenaan de stengel met naar de stengeltop wijzende aanliggende haren. De langwerpig-lancetvormige bladeren zijn zittend en hebben een iets spitse top. De onderste bladeren hebben aan de onderzijde naar de bladvoet wijzende haren.
De plant bloeit van mei tot in augustus met een schicht. De vlakke, hemelsblauwe bloemen zijn 4–5 mm groot. Soms komen er ook planten met roze of witte bloemen voor. De tot 5 mm lange kelk is bekervormig, hoogstens tot op een derde ingesneden en heeft driehoekige slippen en alleen rechte haren. De vijf vergroeide kroonbladen zijn iets uitgerand en de kroonslippen bedekken elkaar voor de helft van hun hoogte. De bloem heeft gele keelschubben, die een ring om de bloem vormen. De stijl van de pas uitgebloeide bloem is even lang of langer dan de kelkbuis. De vijf meeldraden zijn op de rechte kroonbuis ingeplant. De bloemsteel staat na de bloei af of kromt zich naar onderen.
De vrucht is een viertallige splitvrucht met donkerbruine tot zwarte, eivormige zaden. De afzonderlijke dopvruchten zijn tot 0,8 mm breed. Het zaad is 1,4 mm lang en 1 mm breed. Het aantal chromosomen 2n = 22 en 44.

### Gelijkende taxa
Weidevergeet-mij-nietje lijkt sterk op moerasvergeet-mij-nietje. Moerasvergeet-mij-nietje heeft een rolronde tot stompkantige stengel (bij weidevergeet-mij-nietje is de stengel scherpkantig). Bij moerasvergeet-mij-nietje bestaat de beharing op het onderste deel van de stengel uit afstaande en aangedrukte, naar de top gerichte haren, maar de beharing kan hier ook verkalend zijn (bij weidevergeet-mij-nietje bestaat de beharing hier uitsluitend uit teruggeslagen haren en is nooit verkalend). Verder bestaat de beharing op de middennerf aan de onderzijde van de onderste bladeren van moerasvergeet-mij-nietje uit naar de bladtop wijzende haren (bij weidevergeet-mij-nietje bestaat deze beharing uit naar de bladvoet wijzende haren). Verder vormt moerasvergeet-mij-nietje vaak ook veel vegetatieve spruiten (weidevergeet-mij-nietje vaak alleen bloeiende).

## Ecologie
Weidevergeet-mij-nietje komt voor op natte, voedselrijke grond in nat grasland, moerassen, waterkanten, moerasbossen. grienden, zoetwatergetijdengebieden en in zeeduinvalleien.

## Verspreiding
Het natuurlijke verspreidingsgebied van weidevergeet-mij-nietje strekt zich uit over de gematigde en koelere streken van Europa en Azië en is van daaruit verder verspreid naar Noord-Amerika. De soort staat op de Nederlandse Rode Lijst als zeer zeldzaam en zeer sterk afgenomen.

## Fotogalerij

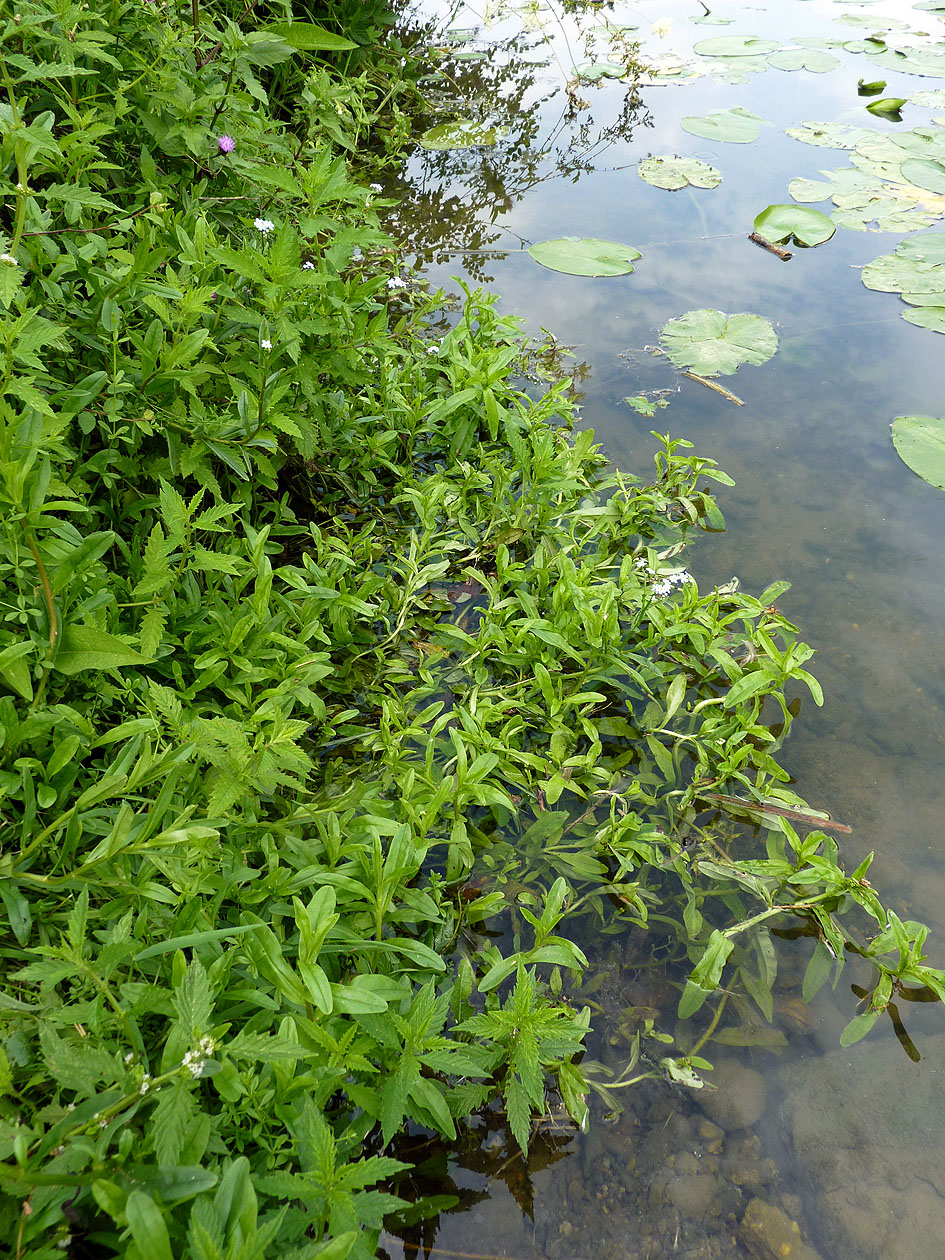
Planten
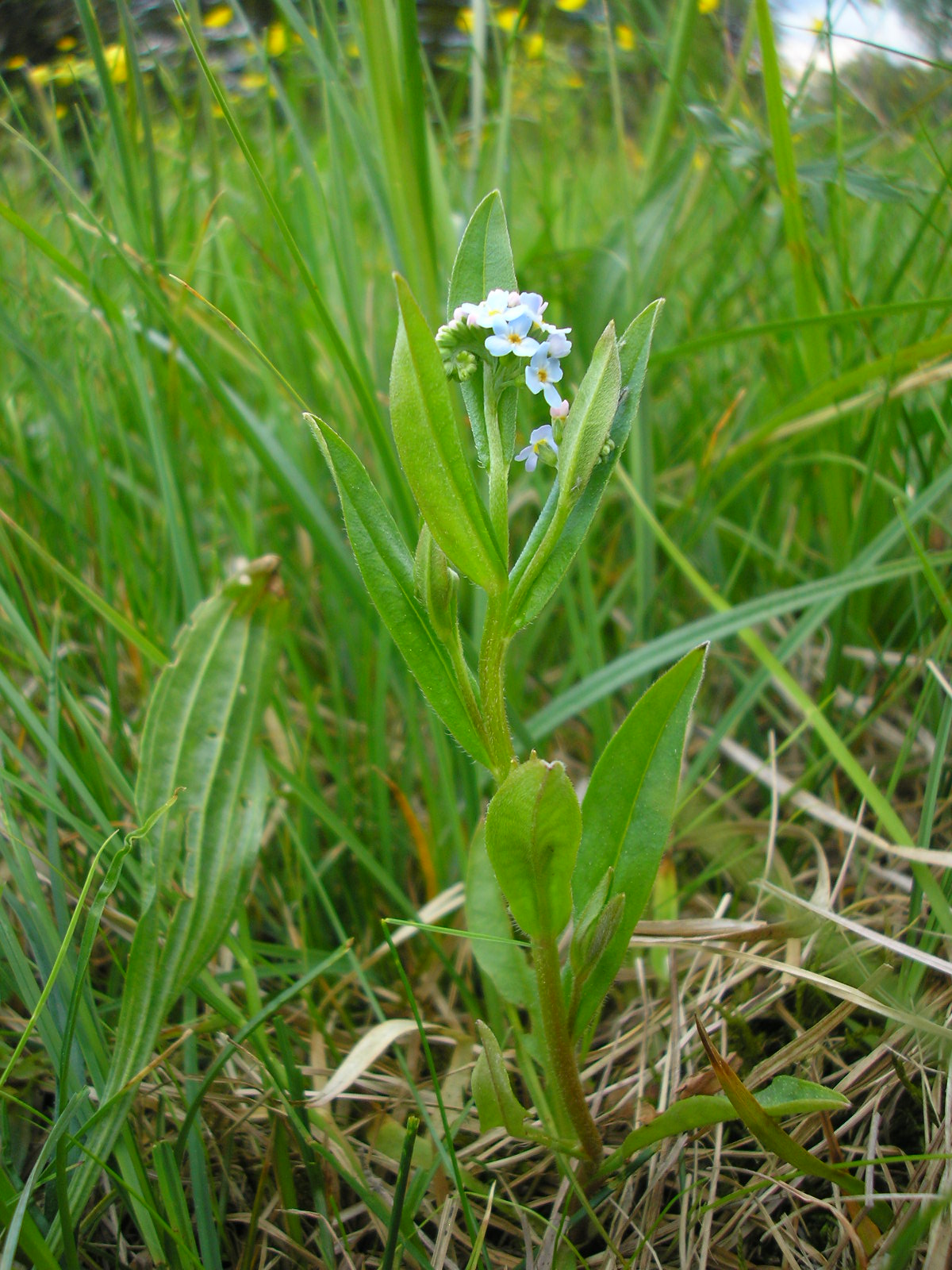
Bloeiwijze
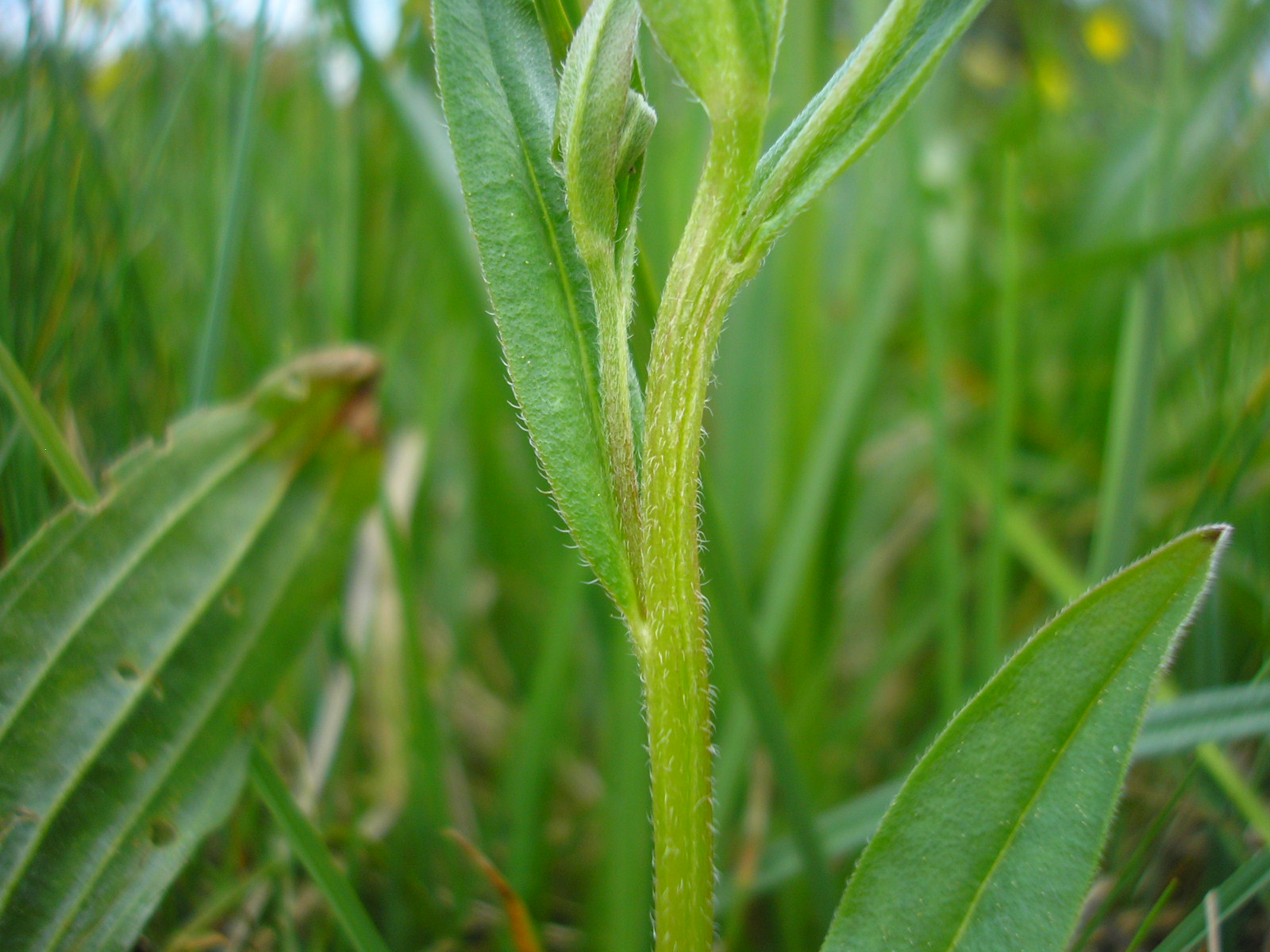
Stengel
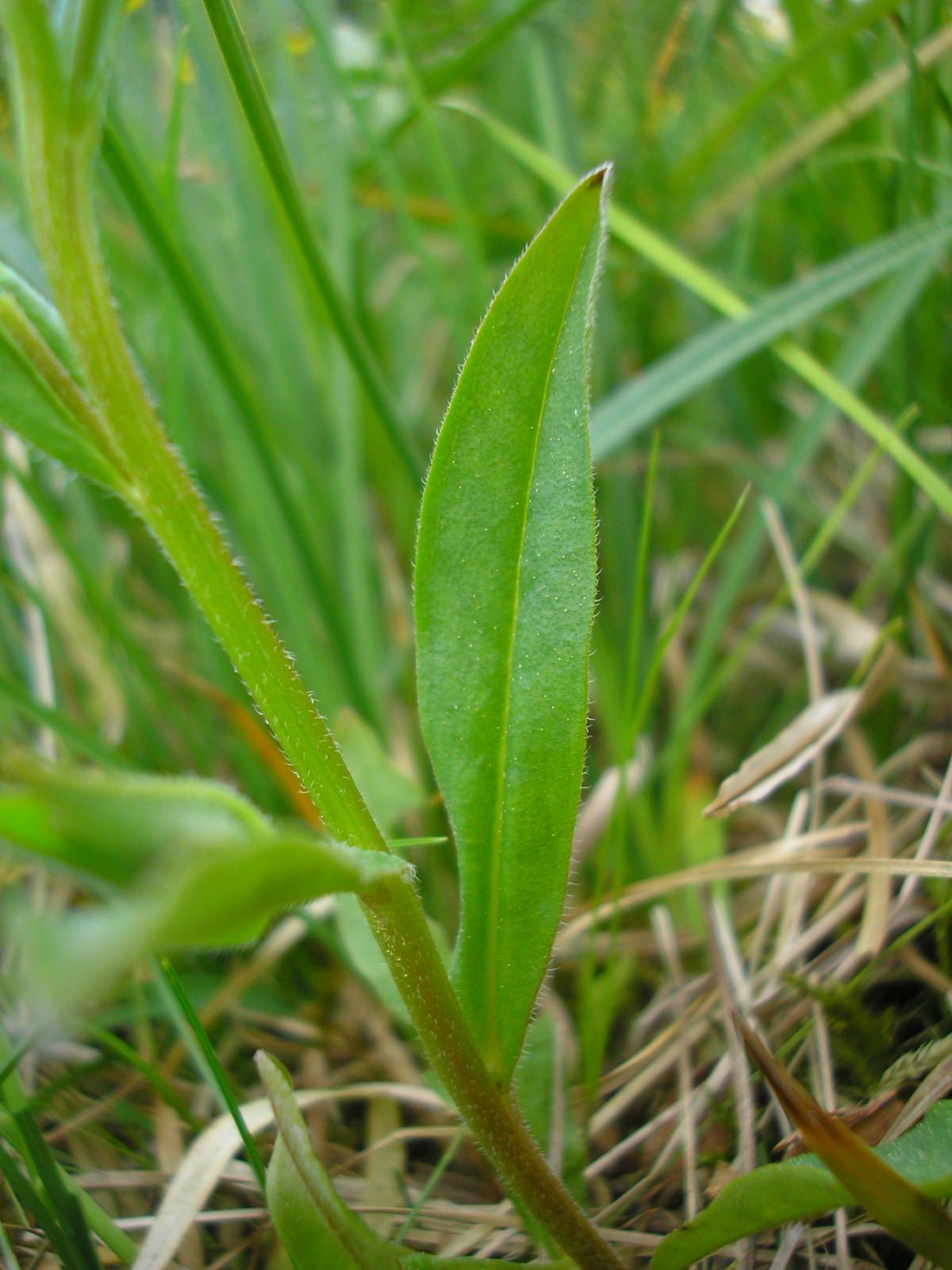
Blad